# Paltothemis nicolae
Paltothemis nicolae is een libellensoort uit de familie van de korenbouten (Libellulidae), onderorde echte libellen (Anisoptera).
De wetenschappelijke naam Paltothemis nicolae is voor het eerst geldig gepubliceerd in 2002 door Hellebuyck.